# Tourrettes-sur-Loup
Tourrettes-sur-Loup là một xã ở tỉnh Alpes-Maritimes, vùng Provence-Alpes-Côte d'Azur ở đông nam nước Pháp.